# Solutos compatibles
Solutos compatibles
Se les llama así a los compuestos orgánicos de bajo peso molecular que mantienen el equilibrio osmótico sin interferir con el metabolismo celular. Los solutos compatibles pueden acumularse tras su transporte al interior de la célula desde el medio externo, o bien mediante síntesis como sucede, por ejemplo cuando las bacterias se cultivan en un medio mínimo. Este proceso se encuentra ligado al mecanismo de adaptación de los microorganismos, en respuesta al estrés osmótico, conocido como «salt out».